# Petra Jászapáti
Petra Jászapáti (ur. 31 grudnia 1998 w Segedynie) – węgierska łyżwiarka szybka specjalizująca się w short tracku, dwukrotna olimpijka (2018 i 2022), brązowa medalistka olimpijska z Pekinu 2022, wicemistrzyni świata i Europy.
Obecnie mieszka w Budapeszcie.

## Wyniki

### Igrzyska olimpijskie
| Rok  | Gospodarz  | 500 m | 1000 m | 1500 m | sztafeta kobiet | sztafeta mieszana |
| ---- | ---------- | ----- | ------ | ------ | --------------- | ----------------- |
| 2018 | Pjongczang | 13    | 24     | 6      | 4               | —                 |
| 2022 | Pekin      | 7     | 8      | 22     | —               | brąz              |

### Mistrzostwa świata
| Rok  | Gospodarz | 500 m | 1000 m | 1500 m | wielobój | sztafeta |
| ---- | --------- | ----- | ------ | ------ | -------- | -------- |
| 2015 | Moskwa    | 20    | 21     | 24     | 22       | 5        |
| 2016 | Seul      | 18    | 19     | 22     | 23       | —        |
| 2017 | Rotterdam | 16    | 7      | 10     | 11       | srebro   |
| 2018 | Montreal  | 34    | 15     | 11     | 21       | 6        |
| 2019 | Sofia     | 18    | 14     | 17     | 18       | —        |
| 2021 | Dordrecht | 13    | 7      | 11     | 10       | 6        |

### Mistrzostwa Europy
| Rok  | Gospodarz | 500 m | 1000 m | 1500 m | wielobój | sztafeta |
| ---- | --------- | ----- | ------ | ------ | -------- | -------- |
| 2015 | Dordrecht | —     | —      | —      | 30       | brąz     |
| 2016 | Soczi     | —     | —      | —      | 13       | 4        |
| 2017 | Turyn     | 7     | 6      | 6      | 9        | srebro   |
| 2018 | Drezno    | 9     | 9      | 11     | 13       | srebro   |
| 2019 | Dordrecht | 6     | 6      | 8      | 9        | brąz     |
| 2020 | Debreczyn | 19    | 9      | 11     | 15       | 4        |

### Mistrzostwa świata juniorów
| Rok  | Gospodarz           | wielobój | sztafeta |
| ---- | ------------------- | -------- | -------- |
| 2014 | Erzurum             | 22       | 10       |
| 2015 | Osaka               | 17       | 5        |
| 2016 | Sofia               | 7        | 5        |
| 2017 | Innsbruck           | 6        | 8        |
| 2018 | Tomaszów Mazowiecki | 4        | 9        |